# Korjo
Dinastija Gorjeo ili Korjo (918–1392) bila je korejska dinastija koju je godine 918. osnovao car Taejo, zajedno sa državom čiji će se naziv kasnije izgovarati kao „Koreja”. Godine 936. su se ujedinila tadašnja Kasnija tri kraljevstva i vladala najvećim delom Korejskog poluostrva sve dok je 1392. nije zbacila nova dinastija Čoson. Gorjeo je svoje granice proširila do današnjeg Vonsana na severoistoku (936–943) i reke Amnok (993) te konačno celog Korejskog poluostrva (1374). Period Gorjeo u korejskoj istoriji je najpoznatiji po Tripitaka Koreana — znamenitim budističkim spisima (Tripitaka), kao i prvim pokretnim slovima iz 1234. godine, koja su poslužila za izradu najstarije danas sačuvane štampane knjige na svetu Čikči, godine 1377.

## Istorija
Dinastija Gorjeo je nastala u procesu slabljenja države Sila, koja je od oko 668. do 900. dominirala najvećim delom Koreje. Godine 900. se protiv Sile pobunio Gieon Hvon u oblasti Čolado i obnovio državu Hupekče, a Gung Je je u severnim delovima stvorio državu Taebong. U službu kasnije je kao vojskovođa ušao Vang Geon, sin lokalnog velmože. On je 918. digao ustanak protiv Gung Jea i ubio ga, osnovavši Gorjeo. Godine 935. je pokorio državu Silu, a godine 936. Hubaekje čime je Koreja postala ujedinjena pod dinastijom koja će vladati sledećih 474 godina. Međutim, do 14. veka je Gojeo pala pod uticaj mongolske dinastije Juan koja je zavladala susednom Kinom. Iako je kralj Gongmin uspeo da oslobodi svoju državu mongolske vlasti, godine 1392. je poslednjeg Gorjeo kralja Gongjanga svrgnuo njegov general Ji Seongi i osnovao novu dinastiju; Gonjang je ubijen 1394.
Korjo razdoblje je bilo „zlatno doba budizma” u Koreji, i kao nacionalna religija, budizam je dostigao svoj najviši nivo uticaja u istoriji Koreje, sa 70 hramova samo u glavnom gradu u 11. veku. Trgovina je cvetala u Korju, sa trgovcima koji su dolazili čak i sa Bliskog Istoka. Glavni grad u današnjem Kesongu, Severna Koreja, bio je centar trgovine i industrije, gde su trgovci koristili sistem dvojnog knjigovodstva od 11. ili 12. veka. Pored toga, Korjo je bio period velikih dostignuća u korejskoj umetnosti i kulturi, poput Korjo celadona, koji je bio veoma hvaljen u dinastiji Sung, i Tripitaka Koreana, koju je UNESCO opisao kao „jednu od najvažnijih i najpotpunijih korpusa budističkih doktrinalnih tekstova na svetu”, sa originalnih 81.258 ugraviranih štampanih blokovima još uvek sačuvanim u hramu Haeinsa. U ranom 13. veku, u Korju je razvijen pokretni šablon od metala za štampanje knjiga, 200 godina pre otkrića Johana Gutenberga u Evropi.
Počev od 1170. godine, Korjovsku vladu de fakto je kontrolisala sukcesija moćnih porodica iz klase ratnika, ponajviše porodice Čoe, u vojnoj diktaturi koja je bila slična šogunatu. Za vreme vojne vladavine, Korjo je gotovo 30 godina odolevao invazijama Mongolskog carstva, sve dok na vladajućig poglavara porodice Čoe nije 1258. godine izvršen atentat na dvoru, nakon čega je vlast vraćena monarhiji i uspostavljen mir sa Mongolima. Međutim, borbe za vlast nastavile su se na dvoru i vojna vladavina nije okončana do 1270. godine. Nakon toga, Korjo je postao poluautonomna „zetovska nacija” iz mongolske dinastije Juan kroz kraljevske brakove i krvne veze. Nezavisnost je osvojena za vreme vladavine Gongmina sredinom 14. veka, a potom su generali Čoe Jeong i Ji Seong-gie postali istaknuti pobedama nad invazionom vojskom Crvenog Turbana sa severa i Voku pljačkaša sa juga. Godine 1388. Ji Seong-gie je bio poslat da napadne dinastiju Ming u Ljaodongu, ali on je okrenuo snage i u državnom udaru pobedio Čoe Jeong. Godine 1392. on je zamenio Korjo novom državom Čoson, čime je okončano 474 godina vladavine Korja na Korejskom poluostrvu.

## Etimologija
Ime „Gorjeo” (korej. Koryŏ) došlo je od imena „Gogurjeo”, koje je koristilo jedno od drevna Tri kraljevstva Koreje, a koje se promenilo ime u „Gorjeo” pod kraljem Jangsuom u 5. veku. Naziv Koreja koji se koristi u mnogim svetskim jezicima potiče od reči „Gorjeo”.

## Literatura
- Vermeersch, Sem. (2008). The Power of the Buddhas: the Politics of Buddhism during the Koryǒ Dynasty (918—1392). Cambridge: Harvard University Press. 13- 978-0-674-03188-3./10- 978-0-674-03188-3.; OCLC 213407432
- Bowman, John Stewart (2013), Columbia Chronologies of Asian History and Culture, ISBN 978-0231500043
- Clark, Donald N. (1998), „Sino-Korean tributary relations under the Ming”,  Ур.: Twitchett, Denis; Mote Frederick W., The Cambridge History of China, Volume 8: The Ming Dynasty, 1368−1644, Part 2, Cambridge: Cambridge University Press, стр. 272—300, ISBN 978-0-521-24333-9.
- Ebrey, Patricia Buckley; Walthall, Anne (2014), Pre-Modern East Asia: To 1800: A Cultural, Social, and Political History, Third Edition, Boston, MA: Wadsworth, Cengage Learning, ISBN 978-1-133-60651-2.
- Franke, Herbert (1994), „The Chin dynasty”,  Ур.: Franke, Herbert; Denis, Twitchett, The Cambridge History of China, Volume 6: Alien Regime and Border States, 907-1368, Cambridge: Cambridge University Press, стр. 215—320, ISBN 978-0-521-24331-5.
- Hatada, Takashi; Smith Jr, Warren W.; Hazard, Benjamin H. (1969), A History of Korea, Santa Barbara, CA: ABC-Clio, ISBN 978-0-87436-064-6.
- Hyun, Jeongwon (2013), Gift Exchange among States in East Asia during the Eleventh Century (Thesis (Ph.D.)), University of Washington, hdl:1773/24231.
- Nahm, Andrew C. (1988), Korea: Tradition & Transformation: A History of the Korean People, Elizabeth, NJ: Hollym, ISBN 978-0-930878-56-6.
- Rossabi, Morris (1994), „The reign of Khubilai khan”,  Ур.: Franke, Herbert; Denis, Twitchett, The Cambridge History of China, Volume 6: Alien Regime and Border States, 907-1368, Cambridge: Cambridge University Press, стр. 414—489, ISBN 978-0-521-24331-5.
- Simons, Geoff (1995), Korea: The Search for Sovereignty, New York, NY: St. Martin's Press, ISBN 978-0-312-12531-8.
- Twitchett, Denis; Tietze, Klaus-Peter (1994), „The Liao”,  Ур.: Franke, Herbert; Denis, Twitchett, The Cambridge History of China, Volume 6: Alien Regime and Border States, 907-1368, Cambridge: Cambridge University Press, стр. 43—153, ISBN 978-0-521-24331-5.
- Yun, Peter I. (1998), Rethinking the Tribute System: Korean States and northeast Asian Interstate Relations, 600-1600 (Thesis (Ph.D.)), University of California, Los Angeles, ISBN 9780599031203.
- Zhao, Quansheng (2003), „China and the Korean peace process”,  Ур.: Tae-Hwan Kwak; Seung-Ho Joo, The Korean Peace Process and the Four Powers, Hampshire: Ashgate, стр. 98—118, ISBN 978-0-7546-3653-3.
- Rogers, Michael C. (1959). „Factionalism and Koryŏ Policy under the Northern Sung”. Journal of the American Oriental Society. 79 (1): 16—25. JSTOR 596304. doi:10.2307/596304.
- Rogers, Michael C. (1961). „Some Kings of Koryo as Registered in Chinese Works”. Journal of the American Oriental Society. 81 (4): 415—422. JSTOR 595688. doi:10.2307/595688.